# Józefów (Tuszów Narodowy)
Józefów (bis 19. Februar 1927 deutsch Josefsdorf) ist eine Ortschaft mit einem Schulzenamt der Gemeinde Tuszów Narodowy im Powiat Mielecki der Woiwodschaft Karpatenvorland in Polen.

## Geographie
Der Ort liegt im Sandomirer Becken, 14 km nordwestlich der Stadt Mielec. Die Nachbarorte sind Jaślany im Westen, Padew Narodowa und Piechoty im Norden, Babule im Osten, sowie Pluty im Süden.

## Geschichte

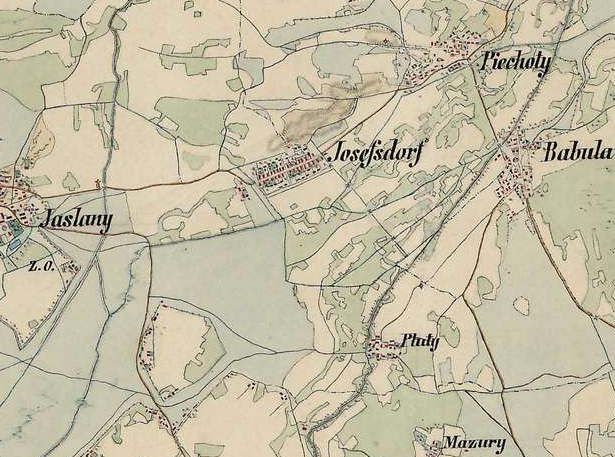
Josefsdorf auf der Franziszeischen Landesaufnahme um die Mitte des 19. Jahrhunderts

Bei der Ersten Teilung Polens kamen die Kammergüter der Stadt Sandomierz 1772 zum neuen Königreich Galizien und Lodomerien des habsburgischen Kaiserreichs (ab 1804).
Das Dorf entstand im Jahre 1783 im Zuge der Josephinischen Kolonisation auf dem östlichen Grund des Dorfes Jaślany. 40 deutsche katholische Familien wurden auf 282 Hektar als Kolonisten angesiedelt. Die Kolonie wurde nach dem Kaiser benannt.
Im Jahre 1812 hatte die Kolonie 180 Menschen, 1880 gab es 217 und 1890 170 Deutsche. Im Jahre 1900 hatte die Gemeinde Josefsdorf/Józefów im Bezirk Mielec eine Fläche von 17 Hektar, 44 Häuser mit 256 Einwohnern, davon waren 204 deutschsprachig, 52 polnischsprachig, 250 römisch-katholisch, es gab 6 Juden.
1918, nach dem Ende des Ersten Weltkriegs und dem Zusammenbruch der k.u.k. Monarchie, kam Józefów zu Polen. Unterbrochen wurde dies durch die Besetzung Polens durch die Wehrmacht im Zweiten Weltkrieg, währenddessen es zum  Generalgouvernement gehörte.
1921 deklarierten sich nur 3 Bewohner in Józefów (Josefsdorf) als deutscher Nationalität.
Von 1975 bis 1998 gehörte Józefów zur Woiwodschaft Rzeszów.